# Крылов, Алексей Фёдорович (краевед)
Алексей Фёдорович Крылов (1932—2003) — заслуженный работник культуры Российской Федерации, почётный гражданин г.Скопина Рязанской области, член союза художников России, актёр, поэт, гончар, историк-краевед, создатель Скопинского краеведческого музея, автор множества публикаций.

## Биография
Родился 15 апреля 1932 года в семье сельских учителей. Во время Великой Отечественной войны остался сиротой: отец погиб в 1941 году под Смоленском, мать умерла от тифа в 1943 году. Оставшись один, скитался по стране, жил в детском доме. Немного повзрослев, стал зарабатывать на жизнь. Работал землекопом, разнорабочим, грузчиком, шахтным электрослесарем, станочником. После демобилизации служил матросом-добровольцем в Заполярье.
В конце 1950-х — начале 1960-х годов, будучи грузчиком в тресте «Октябрьуголь», он вовсю развернул свой талант актёра, играя в спектаклях Скопинского народного драматического театра при Дворце Культуры: «Слава», «Блудный сын», «Скупой», «Суровый друг» и т. п. Вместе с ним играли талантливые актёры-любители Т. Л. Танингольц, Б. М. Белов, Б. Н. Андросов, В. И. Кустарев.
В 1966 году окончил очное режиссёрское отделение Рязанского областного культпросветучилища, в 1977 — заочное режиссёрское отделение Московского государственного института культуры. Работал методистом в учреждениях культуры г.Скопина и Скопинского района, ответственным секретарём Скопинского районного отделения Всероссийского общества охраны памятников истории и культуры, директором Скопинского дома работников просвещения.
С 1967 года занимался воссозданием, а затем и возглавлял Скопинский краеведческий музей, который открылся в 1987 году (первый краеведческий музей г. Скопина, созданный в 1919 году, был закрыт по постановлению Совмин РСФСР в 1956 году).
Руководил музеем до 2001 года. Скончался 13 декабря 2003 года.

## Память

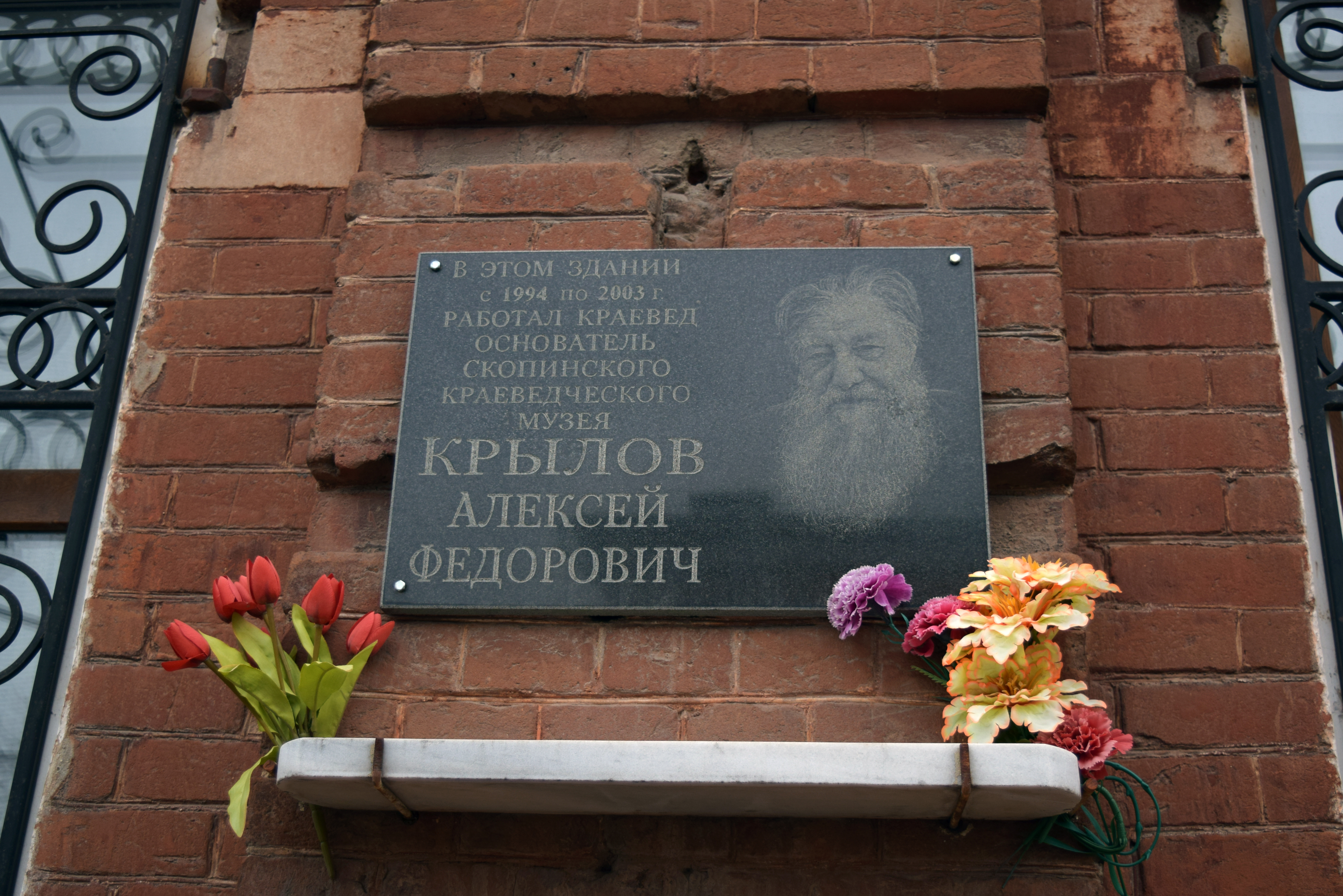
Мемориальная табличка на здании Скопинского краеведческого музея

В краеведческом музее г. Скопина регулярно проводятся дни памяти Алексея Крылова. На здании музея установлена мемориальная доска в честь его основателя.

## Награды
- Медаль «За доблестный труд. В ознаменование 100-летия со дня рождения В. И. Ленина» (1970);
- Кавалер ордена «Знак почета» и медали «За доблестный труд»;
- Медаль «Лауреат Всероссийского смотра самодеятельного художественного творчества» (1985);
- Знак ВЦСПС «За отличную работу в культпросвет учреждениях профсоюзов» (1986);
- Знак «За отличную работу от имени Министерства культуры СССР» (1991);
- Лауреат Государственной премии в области литературы и искусства (1991);
- Звание «Заслуженный работник культуры РФ» (1993);
- Звание «Почетный гражданин города Скопина» (1997).